# Hipótesis de los déficits gemelos

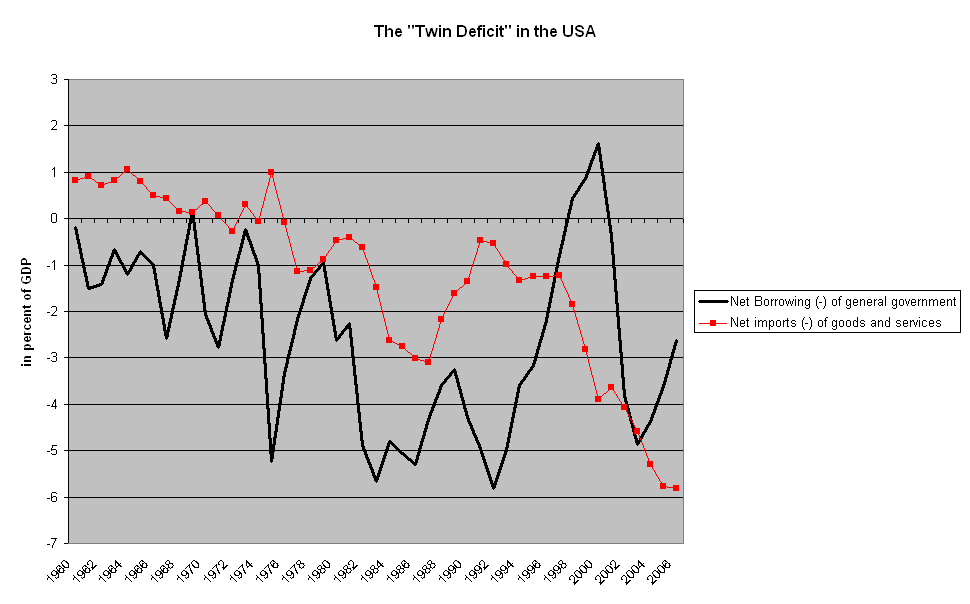
"Déficits gemelos" en Estados Unidos. Balance fiscal (negro) y balance por cuenta corriente (rojo). Fuente: ameco.

En macroeconomía, la hipótesis de los déficits gemelos, teoría de los déficits gemelos o fenómeno de los déficits gemeloses la observación de que, teóricamente, existe un fuerte vínculo causal entre el saldo presupuestario de un país y su saldo en la cuenta corriente.

## Definición
La teoría macroeconómica estándar señala cómo un déficit presupuestario puede ser un factor que contribuya a un déficit en la balanza por cuenta corriente. Este vínculo se puede ver al considerar el modelo de contabilidad nacional de la economía:
{\displaystyle Y=C+I+G+(X-M),}
donde Y representa el ingreso nacional o PIB, C es el consumo, I es la inversión, G es el gasto público y X–M representa las exportaciones netas (las exportaciones menos las importaciones). Esto representa el PIB porque toda la producción de una economía (el lado izquierdo de la ecuación) se utiliza como consumo (C), inversión (I), gasto público (G) y bienes que se exportan en exceso de las importaciones (NX). 
Otra ecuación que define el PIB usando términos alternativos (que en teoría da como resultado el mismo valor) esː
{\displaystyle Y=C+S+T,}
donde Y es nuevamente el PIB, C es el consumo, S es el ahorro privado y T son los impuestos. Esto se debe a que el ingreso nacional también es igual a la producción, y todo el ingreso individual se destina a pagar el consumo (C), a pagar impuestos (T) o se ahorra (S).

## Demostración
Como {\displaystyle Y=C+I+G+NX}, e
{\displaystyle Y-C-T=S}, entonces
{\displaystyle S=G-T+NX+I}, lo que se traduce en la identidad de los balances sectoriales
{\displaystyle (S-I)+(T-G)=(NX)}
Si (T-G) es negativo, tenemos un déficit presupuestario.
Supongamos ahora que una economía ya tiene un nivel de producción potencial, lo que significa que Y es fijo. En este caso, si el déficit presupuestario aumenta y el ahorro sigue siendo el mismo, entonces esta última ecuación implica que o la inversión (I) debe caer (ver desplazamiento) o las exportaciones netas (NX) deben disminuir, reduciendo el superávit comercial si lo había o profundizando el déficit comercial si era ese el caso. Por lo tanto, un déficit presupuestario puede conducir a un déficit comercial.
Aunque la teoría económica que determina cuál de los 2 (la inversión o las exportaciones netas) se utiliza para financiar el déficit público puede volverse más complicada de lo que se muestra arriba, la esencia del asunto es que si el ahorro extranjero paga el déficit presupuestario, entonces crece el déficit en la balanza por cuenta corriente. Si los ahorros de los propios ciudadanos del país financian el déficit público, esto puede causar un efecto de desplazamiento (crowding out) en una economía con una producción potencial o pleno empleo o cerca de estas dos situaciones.

## Ejemplo
En Estados Unidos, aproximadamente la mitad del déficit presupuestario se financia con ahorro extranjero y la otra mitad, con ahorro interno. Por lo tanto, según la teoría expuesta, un déficit presupuestario adicional de 400 000 millones de dólares, haría aumentar el déficit comercial en unos 200 000 millones de dólares.
Se considera que una economía tiene un doble déficit si tiene un déficit en cuenta corriente y un déficit fiscal. En efectoː por un lado la economía está pidiendo prestado a extranjeros, y por otro lado importa más bienes de los que exporta. La Macroeconomía tradicional predice que un doble déficit persistente puede conducir a una devaluación / depreciación de la moneda grave y repentina. También a fuga de capitales, contracción de la inversión y menor crecimiento. De manera inversa, una reducción del déficit público puede conducir a una mejora de la balanza comercial.
En el caso de Estados Unidos, el gráfico de los déficits presupuestario y de cuenta corriente como porcentaje del PIB muestra que ambos se movieron bastante sincrónicamente desde 1981 hasta principios de los años 1990, pero desde entonces se han alejado. Así, los datos confirman que a medida que aumenta el déficit presupuestario, la cuenta corriente cae, pero la relación se complica por lo que sucede con la inversión y el ahorro privado.
{\displaystyle CA=(S-I)+(T-G)}
Cuenta corriente = (Ahorro privado – Inversión) + (Impuestos recaudados – Gasto público)
En la ecuación anterior se puede ver que la CA se deteriorará a medida que el gasto público exceda la cantidad de impuestos recaudados.
Una forma de entender intuitivamente este proceso es pensar en 2 mercados diferentes. Consideremos primero el mercado de divisas. En equilibrio la cantidad ofrecida es igual a la cantidad demandada. Por lo tanto, 
Importaciones + Salida de capital = Exportaciones + Entrada de capital. 
Reordenando esta ecuación encontramos que 
Importaciones – Exportaciones = Entrada de capital – Salida de capital
Debido a que 
Importaciones – Exportaciones = Déficit comercial y Entrada de capital – Salida de capital = Entrada neta de capital, 
obtenemos la ecuación 
Déficit comercial = Entrada neta de capital (o Déficit de cuenta corriente = Superávit de cuenta de capital).
A continuación debemos considerar el mercado de fondos prestables. El equilibrio aquí es 
Ahorro + Entrada neta de capital = Inversión + Déficit presupuestario. 
Sin embargo, teniendo en cuenta el mercado Forex, sabemos que el déficit comercial es igual a la entrada neta de capital. Así podemos sustituir por:
Ahorro + Déficit comercial = Inversión + Déficit presupuestario.
Reordenando algebraicamente encontramos que:
Déficit presupuestario = Ahorro + Déficit comercial – Inversión.
Lo que podemos deducir de esto es la comprensión de por qué un mayor déficit presupuestario sube y baja junto con el déficit comercial. De aquí deriva la denominación de déficits gemelos: si el déficit presupuestario de Estados Unidos aumenta, entonces o el ahorro de los hogares debe aumentar, o el déficit comercial debe aumentar o la inversión privada disminuirá.

## Críticas
Al ser una teoría bien aplicada sobre el comportamiento de la economía. Se han hallado varios tipos de situacionesː que se dan a la vez un déficit presupuestario y un déficit comercial; que la relación es inversa; y que influyen más factores. La teoría de los déficits gemelos, es un fenómeno macroeconómico, se emplea como argumento contra la política fiscal expansivaː si aumenta el déficit público (con supuestos propósitos de impulsar "el crecimiento nacional"), disminuyen las exportaciones y lo que se hace es dañar ese crecimiento (hecho demostrado en múltiples ocasiones). Pueden observarse analogías con la curva de Laffer, en la que se apoyan partidos conservadores para sostener que una reducción de los tipos impositivos puede conducir a un aumento de la recaudación fiscal.

## Para saber más
- Ghosh, Atish; Ramakrishnan, Uma (December 2006), «Do Current Account Deficits Matter?», Finance and Development 43 (4).
- Comprender los déficits gemelos: nuevos enfoques, nuevos resultados Carta económica de la FRBSF.

- Datos: Q244771